# Mia Sarah
Mia Sarah es una película española de Gustavo Ron estrenada el 15 de diciembre de 2006.

## Argumento
Samuel (Manuel Lozano), es un adolescente de 13 años que sufre agorafobia desde que sus padres murieron en un accidente de tráfico. Se encarga de él Marina (Verónica Sánchez) su hermana, que vive agobiada por las deudas y la enfermedad de su hermano. Samuel se deshace de todos sus profesores particulares, a la vez que psicólogos con la ayuda de su abuelo Paul (Fernando Fernán Gómez), cosa que trae de cabeza a Marina. Por casualidad, o más bien por accidente, Marina conoce a Gabriel (Daniel Guzmán), un psicólogo tímido al que le cuesta relacionarse con los demás, pero que, sin embargo, tiene planes de trabajo muy originales y efectivos. Aunque Samuel intenta deshacerse de él como de los demás profesores, con Gabriel lo tendrá difícil.

## Premios y nominaciones
Medallas del Círculo de Escritores Cinematográficos
| Categoría              | Persona               | Resultado |
| ---------------------- | --------------------- | --------- |
| Mejor actriz           | Verónica Sánchez      | Nominada  |
| Mejor actor secundario | Fernando Fernán Gómez | Ganador   |
| Mejor música           | César Benito          | Nominado  |
| Premio revelación      | Gustavo Ron           | Nominado  |